# پادشاه زن
پادشاه زن (انگلیسی: The Woman King) فیلم حماسی آمریکایی سال ۲۰۲۲ دربارهٔ یگان جنگجوی تماماً زن آگوجیه است که در قرن هفدهم تا نوزدهم از پادشاهی داهومی در آفریقای غربی محافظت می‌کردند. داستان فیلم در دههٔ ۱۸۲۰ جریان دارد و وایولا دیویس در آن نقش ژنرالی را ایفا می‌کند که نسل بعدی جنگجویان را برای مبارزه با دشمنانشان آموزش می‌دهد. این فیلم به‌دست جینا پرینس-بایدوود کارگردانی شده و فیلم‌نامهٔ آن را دینا استیونز بر اساس داستانی نوشتهٔ خودش و ماریا بلو به نگارش درآورده است. دیگران بازیگران فیلم شامل توسو امبدو، لاشانا لینچ، شیلا آتیم، هیرو فاینز-تیفین و جان بویگا می‌شود.
ماریا بلو ایدهٔ پادشاه زن را در سال ۲۰۱۵ پس از بازدید از بنین مطرح کرد که قبلاً مقر پادشاهی در آن‌جا بود و تاریخچهٔ آگوجیه را فرا گرفت. او کتی شولمن را استخدام کرد تا این ایده را به فیلمی بلند تبدیل کند و آن را به چندین استودیو فرستاد اما به دلیل معضلات مالی آن را رد کردند. پس از ملاقات آن‌ها با ترایستار پیکچرز در سال ۲۰۱۷، این فیلم در سال ۲۰۲۰ چراغ سبز نشان داد. تولید در نوامبر ۲۰۲۱ در آفریقای جنوبی آغاز شد، اما چند هفته بعد به دلیل سویه امیکرون کووید ۱۹ متوقف شد و در اوایل سال ۲۰۲۲ از سر گرفته شد. پولی مورگان فیلم‌بردار این فیلم بود. در طول مراحل پس از تولید، موسیقی به‌دست ترنس بلنچرد ساخته شد و تدوین آن بر عهدهٔ تریلین ای. شرپشایر بود.
پادشاه زن در ۹ سپتامبر ۲۰۲۲ در جشنواره بین‌المللی فیلم تورنتو به نمایش درآمد و گروه سینمایی سونی پیکچرز این فیلم را در ۱۶ سپتامبر در سینماهای ایالات متحده اکران کرد. به‌دنبال افتتاحیه در جشنواره، این فیلم با نقدهای مثبتی از سوی منتقدان مواجه شد که نقش‌آفرینی دیویس و طراحی رقص اکشن آن را تحسین کردند. این فیلم از سوی انستیتوی فیلم آمریکا و هیئت ملی بازبینی فیلم به‌عنوان یکی از بهترین فیلم‌های ۲۰۲۲ نام گرفت.